# 행정학 박사
공공행정정책관리학 박사(公共行政政策管理學 博士)는 대학원 관련 학위이며 행정학 박사(行政學 博士)라고도 불린다. 이 학위로써 대학 예하 행정학 교수직원 직위를 지내는 것이 대표적이다.